# プラッツバーグの戦い
プラッツバーグの戦い（プラッツバーグのたたかい、英：Battle of Plattsburgh）またはシャンプレーン湖の戦い（シャンプレーンこのたたかい、Battle of Lake Champlain）は、米英戦争の終結近い1814年9月6日から9月11日にかけて、アメリカ合衆国・ニューヨーク州北部で、アメリカ軍とイギリス軍の間で戦われた戦闘である。
北部よりニューヨーク州に侵攻しようとしたイギリス軍をアメリカ軍が食い止め、当時協議が進行していた休戦条約で、有利な条件を得ようとしたイギリスの思惑が潰えた。

## 背景
1814年、ナポレオン・ボナパルトがフランスの王座から追われた。このことによって、イギリスはよく鍛えられた軍隊を北アメリカに送ることが可能になった。ジョージ・プレボスト総督はアメリカ合衆国に対して攻勢に出るために十分な戦力を持つことになった。プレボスト軍は、フランシス・ド・ロッテンバーグの指揮下に11,000名の正規兵を擁し、ジョージ・ドーニー指揮下の艦隊の支援も期待できた。アメリカとイギリスが休戦条約の交渉を行っている最中、プレボストは五大湖水路を支配するために交渉ネタを得ようとしていたので、この時点で意義有る勝利を挙げようと考えた。プレボストはリシュリュー川を南下し、シャンプレーン湖に至る侵攻路を選んだ。リシュリュー川はシャンプレーン湖と外洋を結ぶ唯一の水路であったので、シャンプレーン湖での交易はカナダを通して行われる必要があった。
ジョージ・イザド将軍が北西辺境のアメリカ軍指揮官であった。プレボストの侵略を前にして、アメリカ合衆国陸軍長官のジョン・アームストロングは、イザドにその部隊の大多数、4,000名を率いてオンタリオ湖のサケットの港を補強するよう命令を出した。アレクサンダー・マコーム准将はわずか1,500名の正規兵だけでシャンプレーン湖西岸のプラッツバーグを守ることになった。シャンプレーン湖の海軍を指揮するトーマス・マクドノーは、海軍長官ウィリアム・ジョーンズよりその年の夏早くに艦隊を造っておくよう命じられていた。1814年の秋までにマクドノーは10隻の砲艇をシャンプレーン湖で使えるようにした。マコームは、ベンジャミン・ムーアーズ将軍に命じてニューヨーク州で民兵を召集し、バーモント州知事にも民兵の協力を依頼させていた。間もなく、マコームの軍隊は正規兵、民兵併せて3,000名以上になった。しかし、民兵の部隊はほとんど訓練されておらず、数百名以上の者は戦闘には適していなかった。マコームは塹壕を掘ったり防塁を造ったりすることに民兵を使った。マコームは病気や怪我をしているが、少なくとも大砲の操作はできる兵士で砲兵大隊を作って、クラブ・アイランドに大砲を据えさせた。プラッツバーグの町民はマコームの反撃策にほとんど信頼を置いていなかったので、9月までに3,000名の町民のほとんど全部が町から逃げ出していた。プラッツバーグの町はアメリカ軍のみによって占領されたような形になった。

## イギリス軍の侵略
9月4日、プレボストは南への進軍を開始した。マコームは先遣隊を派遣してプラッツバーグの防衛を固めるための時間稼ぎをした。チェジーの町で先遣隊は初めてイギリス軍と接触した。アメリカ軍はゆっくりと後退しながら、イギリス軍の歩みを遅らせるために、道路を封鎖し、橋を焼き、街路標識を分かりづらくした。一方、マコームの軍隊は、その防衛戦略に欠かせないプラッツバーグを取り囲む一連の砦と防塁の完成に忙しかった。プレボスト軍は9月6日にプラッツバーグに到着したが、攻撃を掛けなかった。その替わりにドーニーの艦隊がプラッツバーグ湾に到着するのを待った。何隻かの砲艇が主艦隊に先立って湖に入っていた。砲艇のダニエル・プリング船長はバーモント州内にあるアイル・ル・モットに大砲を上げた。これが、イギリス軍がバーモントの土を踏んだ最初の時であり、バーモントの人々はプラッツバーグとは湖の対岸に群がっていた。

## 湖上戦
マクドノーは自分の艦隊が人でも武器でも劣っていることを知っていた。それでプラッツバーグ湾に引っ込んで時間を使って水夫を訓練した。その艦艇は船首と船尾の碇を降ろして停泊していた。9月11日、終にドーニーの艦隊がプラッツバーグ湾に到着し午前9時頃マクドノーの艦隊に対し砲撃を開始した。同時にイギリスの陸軍も砲撃を開始したが、プレボストは攻撃命令を掛けなかった。戦闘が始まった直後にドーニーが戦死し、マクドノーは砲弾の衝撃を受けてほんの暫くの間だが気を失った。イギリス艦隊の乗組員は経験が十分ではなく湾の中での風の扱いに苦しんでいた。2時間後、マクドノーの旗艦サラトガ (USS Saratoga) やイギリス艦隊の旗艦コンフィアンス (HMS Confiance) を含め、両艦隊とも損傷を受けていない艦船はないくらいであった。
マクドノーは船首の碇を切り、船尾の碇を使ってサラトガを旋回させるように命令した。このことで、マクドノーの艦隊は損傷を受けていない艦船の船腹を向けて、新しい大砲を使い、酷く損傷したイギリスの艦船に向き合わせることになった。マクドノーは自ら大砲の指揮を執り、未使用で未損傷の左舷の大砲を発砲させた。新たな砲火が凄まじかったのでコンフィアンスは反撃することができず、すぐに旗を降ろした。サラトガに乗り移ってきたイギリス軍の士官はイギリス艦船のほとんどが航行不能か沈没した事態を受けて、マクドノーに降伏の意志を伝えた。マクドノーはイギリス士官の姿を見て答えた「紳士諸君、刀を鞘に収めよ。そうするだけの価値がある。」

## 陸戦
9月6日にプレボストがプラッツバーグに到着した時、サラナック川を渡って、市内の防御戦に近づこうとした。川に架かる橋を守っていたのはジョン・エリス・ウール少佐の小さな正規兵部隊であった。ウールの正規兵はイギリス軍が川を渡る試みをすべて排除した。9月7日、プレボストは渡河の試みを暫く棄てて、その代わりに砲台を築き始めた。アメリカ軍は「ホット・ショット」という砲兵戦術で応じた。この戦術では砲弾を暖めて赤熱させ、目標に向かって素早く発砲させるものであった。マコームはイギリス軍が楯に使っていた幾つかの建物に対する砲撃を成功させ、イギリス軍を後退させた。しかし、この過程でプラッツバーグの16の建物を壊した。
9月9日、アメリカ軍は夜襲を掛けて、アメリカの防御戦からわずか500ヤード (450 m)のところに築かれたイギリス軍の砲台を破壊した。9月11日、プレボストは市中を制圧しアメリカ艦隊を陸の砲列とドーニーの艦隊で挟み撃ちにしようと作戦を立てた。午前9時、湖上戦が始まったとき、プレボストは市内への攻撃命令を出さなかった。プレボストが前進命令を出したのは午前11時であり、湖上戦はほとんど終わり、マクドノーが勝利を確信していた。
プレボストは正面攻撃を避けて、サラナック川を渡り市の側面を衝く作戦にした。しかし数度に亘ってのサラナック川渡河の試みはまたしても排撃された。その西方では別のイギリス部隊がアメリカ民兵に攻撃を掛けて前進していた。民兵が後退すると、イギリス部隊が追撃し、アメリカ軍前線の背後が脅かされた。マコームはバーモントの民兵隊を増援に送り、パイクス・フォードでイギリス軍第76連隊に奇襲攻撃をかけて成功し、ほとんど全員を殺すか捕まえてしまった。イギリス軍がアメリカ軍の砦に総攻撃をかけようとしているとき、海軍が敗北したという知らせがプレボストの元に届いた。プレボストはバーモントへの侵攻も海軍の支援が無くては難しいと考え、攻撃中止とカナダへの撤退を命令した。

## 結果
マクドノーの勝利で前進していたイギリス軍の攻撃を止めることが出来た。またプレボストはアメリカ合衆国政府が米英戦争中それまで出来なかったことを成し遂げた。つまりバーモント州を戦争に巻き込んだことである。アレクサンダー・マコームは少将に昇進し、1828年にはアメリカ陸軍総司令官になった。トーマス・マクドノーは海軍少将に昇進し、「シャンプレーン湖の英雄」と称えられた。
イギリス軍はブラーデンスバーグの戦いでの勝利とワシントン焼き討ちを使って、このプラッツバーグの戦いの前まで休戦交渉の間のアメリカの要求に対する対抗策とした。アメリカはプラッツバーグの反撃を使ってシャンプレーン湖の独占的支配権を要求し、イギリスの主張する五大湖の独占的支配権を排除しようとした。数日後に届いたプラッツバーグのアメリカの勝利と、ボルティモア包囲戦でのイギリス軍の失敗の知らせは、ガン条約交渉でイギリスの占領地に関する優位があることを否定した。
セオドア・ルーズベルトは「米英戦争で最大の海戦」と称え、ウィンストン・チャーチルは「戦争の行方を決定づけた戦い」と言った。